# BSG Motor Süd Nordhausen
Die BSG Motor Süd Nordhausen war eine Betriebssportgemeinschaft (BSG) im thüringischen Nordhausen-Salza, die durch ihre Fußballsektion bekannt wurde.

## Porträt
1950 konnten zwei Betriebssportgemeinschaften in Nordhausen mit ihren Fußballmannschaften einen Aufstieg in die nächsthöhere Liga feiern. Die BSG KWU/Deutsche Reichsbahn stieg in die zweitklassige DDR-Liga auf und die BSG Nortag-Hanewacker Salza schaffte den Aufstieg in die Landesklasse Thüringen (3. Liga im DDR-Fußball-Ligensystem). Diese spielte später als BSG Motor Süd Nordhausen. 
Trägerbetrieb der BSG Nortag-Hanewacker war die gleichnamige Kautabakfabrik in Nordhausen-Salza. In der Landesklasse belegten die Salzaer 1951 Platz acht und 1952 Platz zehn. Zu Beginn der Saison 1951/52 wurde die BSG in Empor Nordhausen-Salza umbenannt. Als 1952 die DDR-Länder zugunsten von Bezirken abgeschafft wurden, kam die BSG Empor in die ebenfalls drittklassige Bezirksliga Erfurt. Dort war sie ebenfalls zwei Spielzeiten lang vertreten, musste aber 1954 als Tabellenletzter in die Bezirksklasse Erfurt absteigen. 
In die Saison 1954/55 startete die BSG mit einem neuen Trägerbetrieb aus der Metallbranche unter der neuen Bezeichnung BSG Motor Süd Nordhausen. Mit immer schlechter werdender Platzierung verbrachte sie vier Spielzeiten in der Bezirksklasse, die von 1955/56 an nach Einführung der II. DDR-Liga nur noch 4. Liga war. 1958 belegte die BSG Motor erneut den letzten Platz und stieg in die Kreisliga ab. Eine Rückkehr aus der Kreisebene gelang nicht mehr. 